# Свердловский мужской хоровой колледж
Свердло́вский мужско́й хорово́й ко́лледж — государственное бюджетное учреждение в Екатеринбурге. В репертуар концертного хора колледжа входит духовная музыка, народные песни, произведения отечественной и зарубежной классики, а также хоровые сочинения современных композиторов.

## История
В 1991 году был создан Концертный хор мальчиков и юношей при Уральской государственной консерватории им. Мусоргского. В декабре того же года состоялась презентация концертного хора в Свердловской государственной филармонии. 1 сентября 1992 года в Екатеринбурге заработал Муниципальный мужской хоровой лицей, приняв первых учеников. Первое время занятия нового лицея шли в здании школы № 69. Началась концертная деятельность и уже в 1993 году, хор совершил успешное турне в Соединённые Штаты Америки.
В феврале 1995 года лицею передали здание на проспекте Ленина, 13. Но переехать в него лицей смог только в 1997 году после проведения реставрации. Лицей принадлежал администрации Екатеринбурга. Основателем хорового лицея является Евгений Гиммельфарб.
В 2006 году, Мужской хоровой лицей был переименован в Свердловский мужской хоровой колледж и его учредителем стало Министерство культуры Свердловской области. Это произошло из-за реформы местного самоуправления, согласно которой в собственности муниципальных образований не могли находиться учреждения среднего профессионального образования.

### Здание колледжа

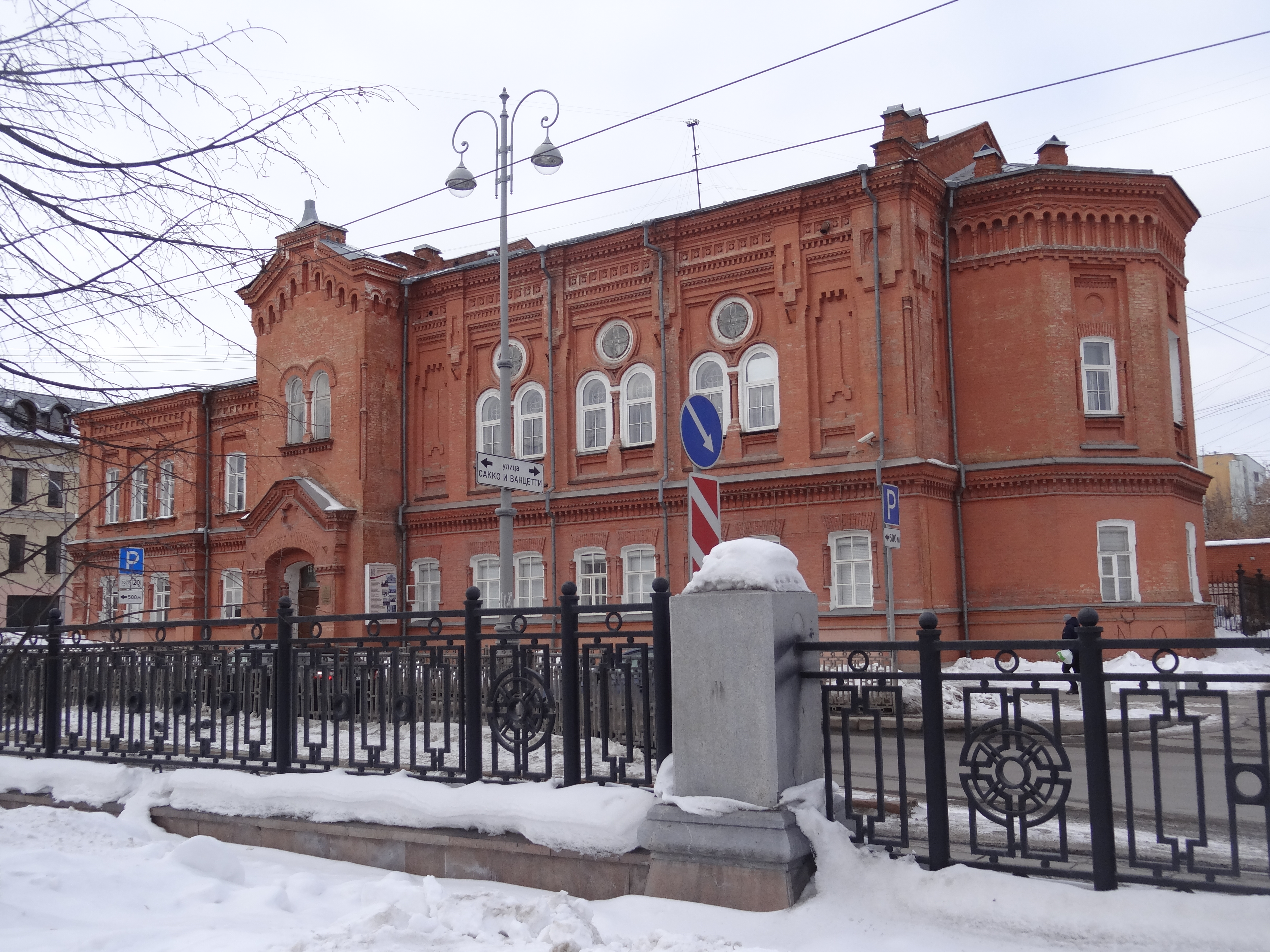
Юго-восточный угол. 2019 год.

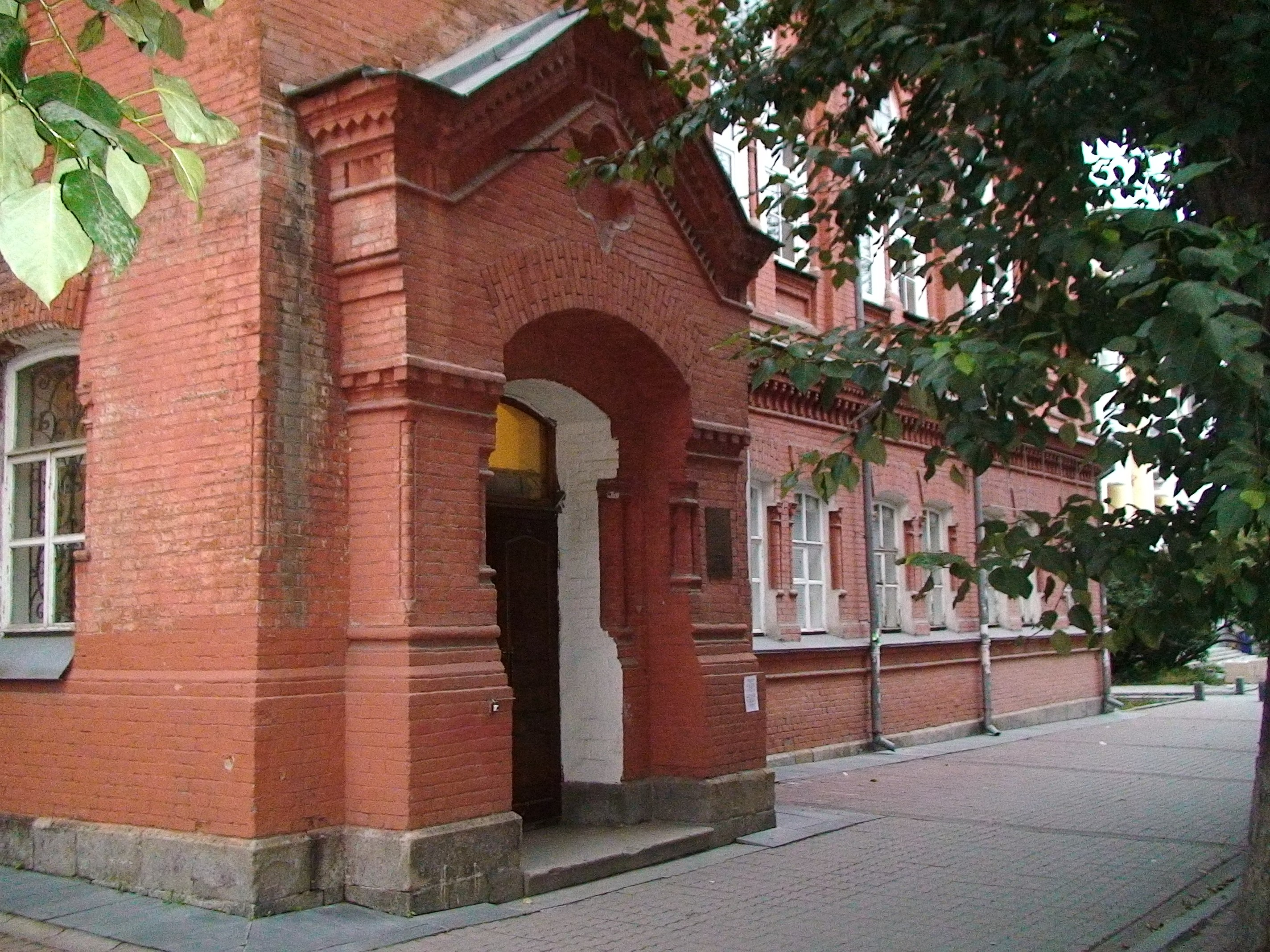
Здание колледжа. 2011 год.

Колледж располагается в старинном кирпичном здании в эклектичном «неорусском» стиле с богатой историей, которое является памятником архитектуры. Здание было построено в конце XIX века для церкви и общежития для реального училища на углу Главного проспекта (ныне пр. Ленина) и Усольцевской (ул. Сакко и Ванцетти). На конец 1880-х годов в состав комплекса построек училища входили каменный двухэтажный дом, флигель, службы и баня. В 1897 году архитектор Ю. О. Дютель составил проект на постройку здания пансион с церковью для училища. Строительство завершилось в 1898 году. В епархиальном справочнике за 1904 год о церкви записано следующее: Александро-Невская церковь при Алексеевском реальном училище окончена постройкой в 1901 году и в том же году 28 августа торжественно освящена Его Преосвященством, Преосвященнейшим Иринеем, епископом Екатеринбургским и Ирбитским. Каменные стены этого храма устроены были на средства Губернского и Уездного земства и на пожертвования частных лиц. Внутреннее же украшение храма и устройство иконостаса было сделано исключительно на средства Екатеринбургского купца И. С. Симанова в память его почившего сына Александра".
В 1906 году здесь временно разместили женскую гимназию. В 1915 году женская гимназия переехала в построенное специально для неё здание на Щепной площади, а в освобождённое здание пансиона были переведены первые три класса реального училища. После революции училище было закрыто, и в 1921 году здание передано губернской совпартшколе. В старом учебном корпусе размещались учебные классы партшколы, а в помещении церкви был открыт кинотеатр «Прогресс».
В 1934 году в этом здании размещалась общеобразовательная школа, а с 1943 года — государственная музыкальная школа-десятилетка при Уральской консерватории. Наряду с музыкальным образованием учащиеся получают полное общее образование.
В 2006 году также состоялось открытие нового пристроя здания, в котором разместились кабинеты для проведения занятий, библиотека и спортивный зал.

## Обучение

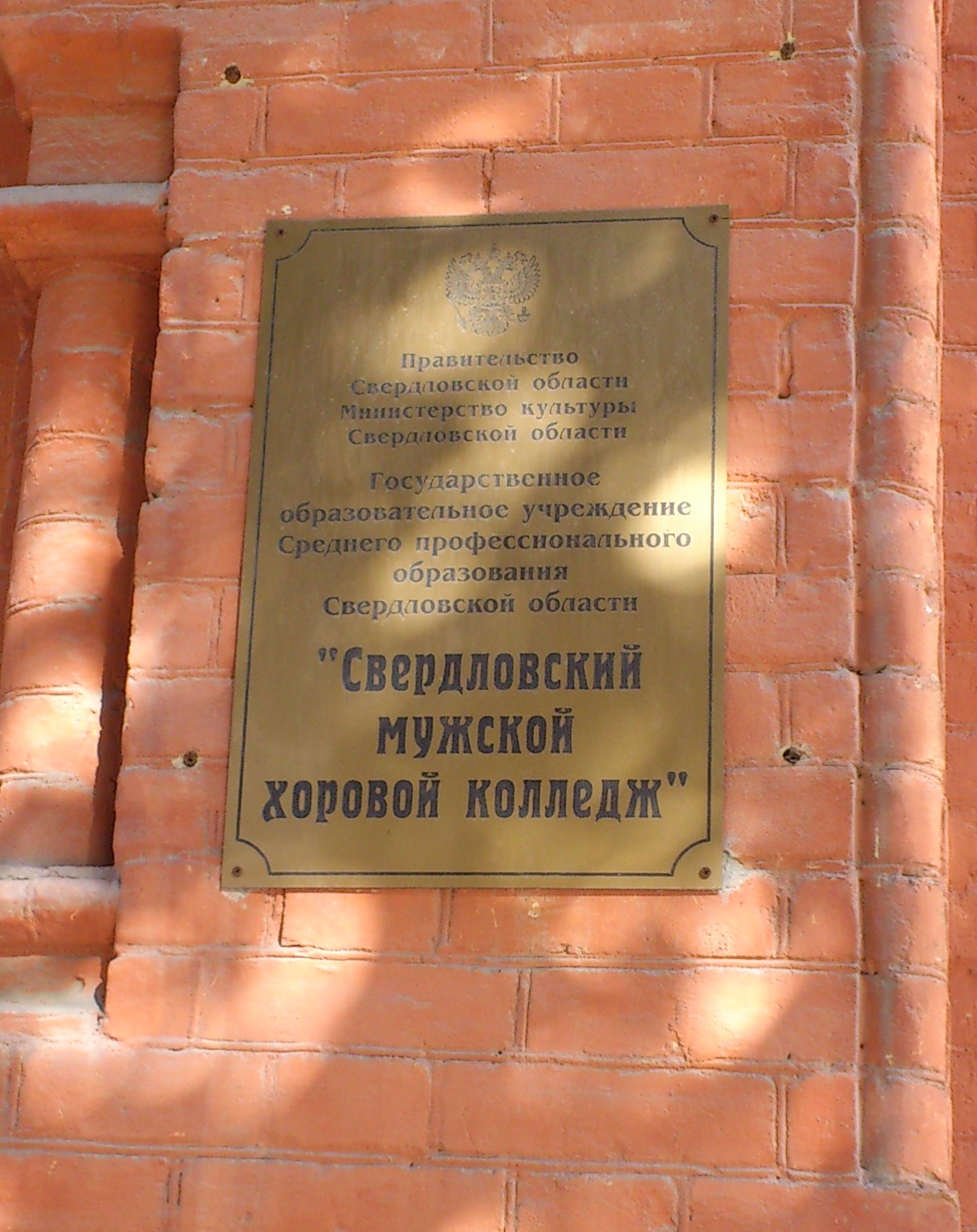
Памятная табличка на входе в колледж

Педагогический коллектив колледжа состоит из высокопрофессиональных, преданных своей профессии преподавателей, большинство из которых имеет высшую квалификационную категорию.
Сегодня в колледже ведётся обучение по 4-м специальностям:
- Вокальное искусство
- Хоровое дирижирование
- Звукооператорское искусство
- Инструментальное исполнительство (фортепиано)

С 2015 года, в колледже реализуется основная общеобразовательная программа начального общего образования, внеурочная деятельность которой включает музыкальные дисциплины, направленные на подготовку обучающихся к поступлению на основные профессиональные общеобразовательные программы
По окончании Колледжа выпускники получают диплом о среднем профессиональном образовании с присвоением квалификации по полученной специальности. Обучение в ГБПОУ СО «СМХК» бесплатно с 1 по 11 класс.
При СМХК существуют подготовительные курсы, дающие возможность комплексного гармоничного развития детей дошкольного возраста и нацеленные на всестороннюю подготовку к поступлению в 1 класс колледжа. Таким образом, осуществляется принцип непрерывного обучения, начиная с дошкольной ступени и завершая уровнем среднего профессионального образования.
Численность обучающихся по программам среднего образования в колледже — около 200 человек.

## Концертная деятельность
Созданный при Уральской Государственной консерватории в 1991 году Хор мальчиков и юношей сегодня носит название Концертный хор мальчиков и юношей Свердловского Мужского хорового колледжа или кратко — Концертный хор СМХК. За время своего существования, под управлением бессменного художественного руководителя и главного дирижёра Сергея Пименова, хоровой коллектив достиг выдающихся результатов, выступая в различных городах России и мира.
- 1993 год — Лауреат V Международной хоровой славянской ассамблеи «Дружба», Москва, I место;
- 1995 год — Лауреат Международного хорового фестиваля, г. Тампере (Финляндия), I место, золотой диплом;
- 1995 год — Лауреат Международного хорового фестиваля, г. Арнем (Нидерланды) II и III место;
- 1996 год — Лауреат IV Международного хорового конкурса, г. Рива де Гарда (Италия), I место, золотой диплом, специальный приз за лучшую хоровую аранжировку;
- 1996 год — Лауреат I Международного конкурса им. Ф. Мендельсона, г. Даутфеталь (Германия), II и III место, диплом за выдающиеся достижения в области хорового искусства;
- 1997 год — Лауреат Международного хорового фестиваля, г. Тампере (Финляндия), I место, золотой диплом;
- 1999 год — Лауреат Международного хорового конкурса им. Димитрова, г. Варна (Болгария), II и III место;
- 2000 год — Лауреат VI Международного хорового фестиваля, г. Секешвехервар (Венгрия), I место, приз зрительских симпатий и специальный приз мэра города;
- 2001 год — Лауреат Международного фестиваля «Рождество в России», Екатеринбург, I место;
- 2003 год — Лауреат II Международного хорового фестиваля детских и молодёжных хоров «Рождество в России», Екатеринбург, I место;
- 2011 год — Международный хоровой конкурс-фестиваль в Веспреме (Венгрия) I место;
- 2013 год, апрель — 30 международный юношеский фестиваль, город Целе, Словения. (Гран-при за лучшее исполнение романтической музыки).
- 2019 год, декабрь — Лауреат международного конкурса «Край любимый сердцу снится» (в рамках творческого проекта «КИТ»), Гран-при
- 2020 год, февраль — Лауреат Всероссийского конкурса «Мужское певческое братство» (Удмуртия, Россия), I и II место